# Икар (авиакомпания)
Икар (юридическое название ООО Авиакомпания «Икар»; до 2022 года Pegas Fly) — российская авиакомпания, базирующаяся в аэропорту Оренбург и осуществляющая чартерные и регулярные пассажирские перевозки. Часть рейсов выполняется в интересах туроператора Pegas Touristik.
Управление компании расположено в аэропорту Красноярск.

## История
Авиакомпания была основана в 1997 году в Магадане, где эксплуатировала вертолёты Ми-8 и самолеты Ан-28, в основном для перевозки грузов и патрулирования лесных пожаров.
В 2013 году авиакомпания была выкуплена у предыдущих владельцев и переведена в Красноярск.
16 апреля 2013 года был получен допуск к выполнению международных полётов, внесены новые типы ВС и авиакомпания приступила к выполнению чартерных пассажирских рейсов в интересах туроператора Пегас Туристик на самолётах Boeing 757-200 и Boeing 767-300, взятых в субаренду у авиакомпании «Северный Ветер».
С 1 июля 2021 года авиакомпания «Икар» сменила место нахождения и место деятельности на Оренбург.
10 июня 2022 году, на фоне  и последующим санкциям, генеральным директором авиакомпании был выпущен приказ о прекращении использования прежнего названия «Pegas Fly» по причине расторжения лицензионного договора на товарный знак Pegas Fly. С июня 2022 года официальным и товарным названием авиакомпании является название «Икар».
На 2024 год запланированы субсидии от Пермского края, компания «Икар» сможет получить 141,1 млн рублей на перелеты из Перми до Челябинска, Волгограда, Владикавказа, Мурманска и Минска.

## Маршрутная сеть
Также осуществляет чартерные перевозки по заказу туроператора «Пегас Туристик» в Бангкок, Барселону, Бургас, Камрань, Краби, Ларнаку, Ираклион, Пальму-де-Мальорку, Пхукет, Фукуок, Тенерифе-Южный, Хошимин, Монастир, Джербу и другие города.
В мае 2024 года компания запустит рейсы из Кургана в Минеральные Воды, полеты по новому маршруту будут проходить с мая по октябрь.

## Флот

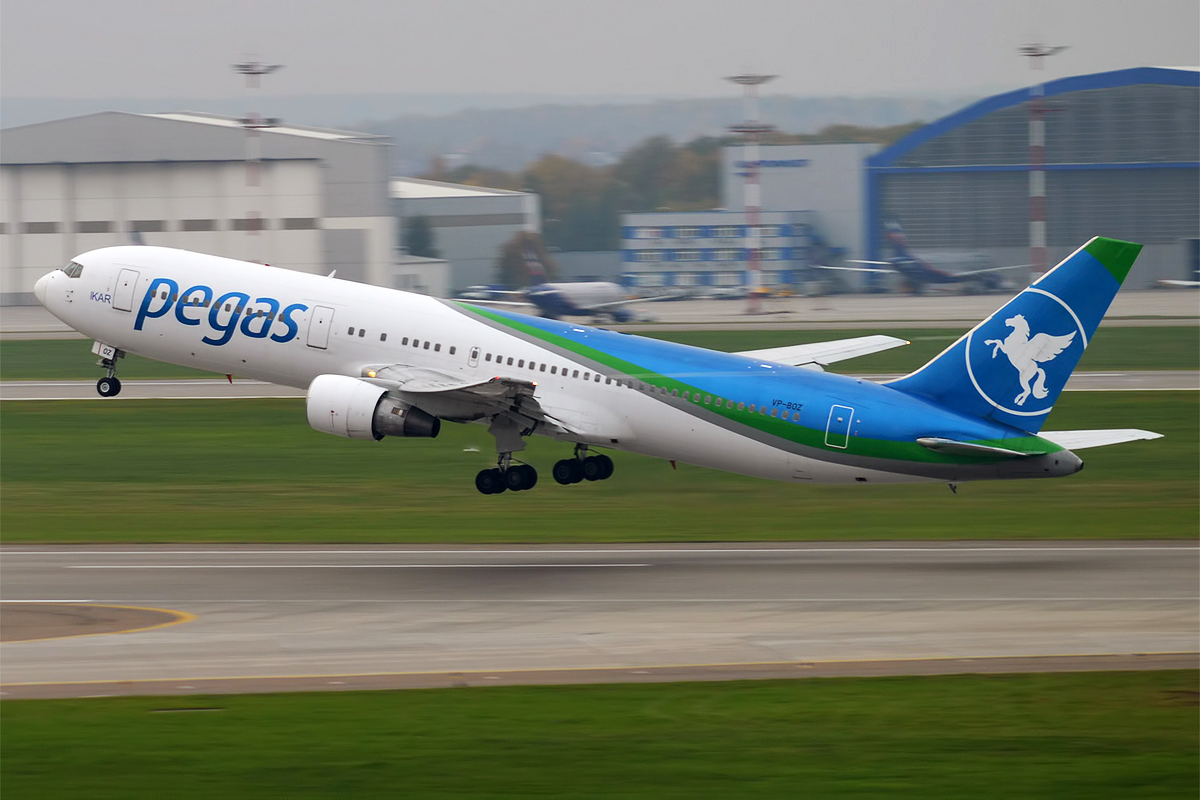
Boeing 767-300ER вылетает из Шереметьево

По состоянию на июнь 2023 года размер флота ООО «Авиакомпания „Икар“» составляет 8 самолётов:

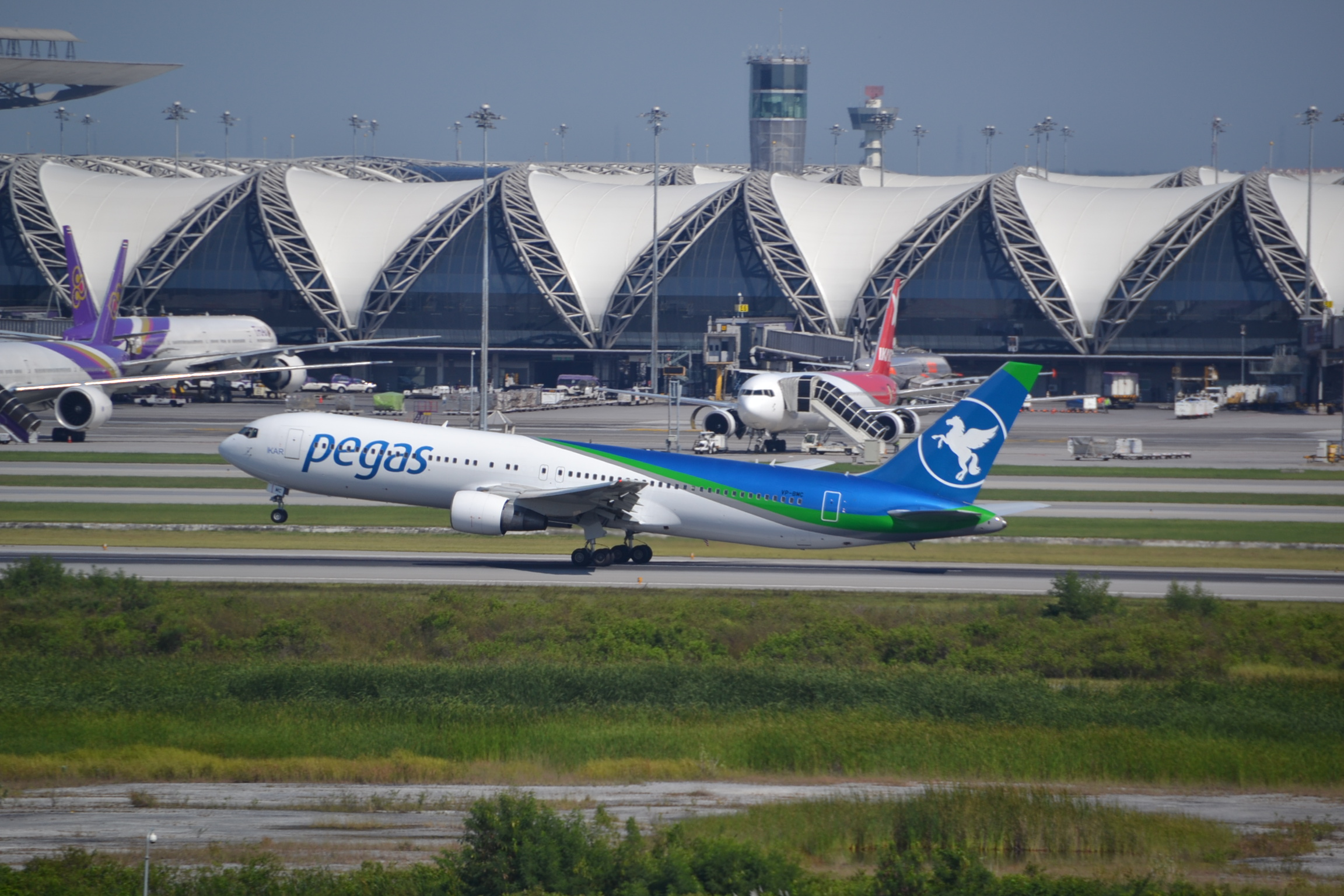
Boeing 767-300ER вылетает из Суварнабхуми (Бангкок)

Флот авиакомпании ранее включал четыре самолёта Boeing 757-200, выведенных компанией из эксплуатации в конце 2014 года; а также девять Boeing 767-300, выведенных компанией из эксплуатации в 2016—2022 годах. Все судна были выведены в октябре 2024 года.

## Происшествия
- 17 июня 2021 года в аэропорту Симферополь Boeing 767-300 (регистрационный номер VP-BMC) с 284 пассажирами выкатился за пределы ВПП. Работа аэропорта была приостановлена, было задержано 11 рейсов, а 3 рейса были перенаправлены в аэропорт Витязево в Анапе. Через несколько часов работа аэропорта возобновилась в штатном режиме. Погибших или пострадавших нет[11][12][13].
- 16 декабря 2021 года самолёт Embraer E-190, выполнявший рейс из Санкт-Петербурга в Нижний Новгород, совершил аварийную посадку в аэропорту назначения. Никто из 85 человек (81 пассажир и 4 члена экипажа) не пострадал[14]. По предварительным данным, произошла разгерметизация в кабине пилотов[15].
- 19 сентября 2022 года пилот скончался при экстренной посадке в аэропорту Омска, управление взял на себя второй пилот[16].